# 澤萊納多利納 (克拉馬托爾斯克區)
澤萊納多利納（直译：綠山谷），是烏克蘭东部顿涅茨克州克拉马托尔斯克区利曼市镇内的村莊。
該村的烏克蘭行政領土結構對象的分類是 1423086502。

## 歷史
在俄烏戰爭時，俄軍在這鎮設立長達5個月的佔領。直至9月底，烏軍的反攻把控制交回烏克蘭。

## 連結
- 澤萊納多利納的天氣 （页面存档备份，存于）